# Protea susannae
Protea susannae är en tvåhjärtbladig växtart som beskrevs av Henry Phillips. Protea susannae ingår i släktet Protea och familjen Proteaceae. Inga underarter finns listade i Catalogue of Life.